# Стрибрна Скалица
Стрибрна Скалица (чеш. Stříbrná Skalice) је насељено мјесто са административним статусом сеоске општине (чеш. obec) у округу Праг-исток, у Средњочешком крају, Чешка Република.

## Становништво
Према подацима о броју становника из 2014. године насеље је имало 1.282 становника.